# 5 (álbum de Alizée)
5 ("Cinq" en francés, pronunciado: / sɛk /) es el quinto álbum de estudio de la artista francesa Alizée. Originalmente programado para ser lanzado en 2012, pero finalmente fue publicado el 25 de marzo de 2013 bajo el sello Sony Music. El nombre y la portada del álbum fueron anunciados el 3 de enero de 2013 en el programa de tv Star Academy. El primer sencillo que se lanzó fue "À cause de l'automne", el 4 de julio de 2012.

## Antecedentes
A principios de 2011, surgieron los rumores de que el quinto álbum de estudio de Alizée se estaba grabando y, un mes más tarde, se confirmó que Alizée fue una de los artistas que grabaron a dúo con Alain Chamfort, cuya única colaboración en el sencillo "Clara veut la Lune", fue lanzado el 29 de abril en el año 2012. Del 1 al 6 de febrero de 2012, Alizée participó en Les Enfoirés con el nuevo espectáculo "Le bal des Enfoirés" en el Halle Tony Garnier de Lyon, que agotó entradas. Se anunció un nuevo álbum previsto para la primavera de 2012, que marcaría el regreso a la música de Alizée y que se estrenaría bajo el sello de Sony Music. Sony anunció entonces que el álbum se retrasaría hasta el otoño de 2012.
Durante el lanzamiento de Elles & Lui, álbum de Alain Chamfort, Alizée confirmó en una entrevista en la televisión que se encontraba grabando su quinto álbum de estudio. De acuerdo con Alizée, el nuevo álbum sería "introspectivo y fresco" y representaría una continuación natural de su carrera. 
Después, la cantante reveló que cambió su estilo en este álbum de estudio, porque quería llegar a un público más amplio ya que su predecesor, lo describió como un "experimento artístico y abstracto".
"Mi álbum será asombroso," dijo la cantante. "Estoy emocionada. He trabajado duro en el estudio. Diferentes productores con los que estoy muy implicada me dieron asombrosas canciones y beats. Está lleno de diversión y emociones, saldrá este mismo año"... by Alizée
El 27 de junio de 2012, Alizée anunció en un chat en vivo que el primer single del nuevo álbum sería lanzado el 28 de junio de 2012. El video musical fue filmado el 15 de julio de 2012. El nombre del sencillo fue À cause de l'automne. (Español: Debido al otoño). Alizée también reveló que para el nuevo álbum estaba trabajando con Jean-Jacques Goldman, BB Brunes y Thomas Boulard (cantante y guitarrista del grupo de rock francés "Luke"). El 30 de enero de 2013, Alizée anunció en Radio MFM que Goldman escribió dos canciones para el álbum, pero que ella las ulilizaria para un próximo álbum. El 12 de julio, una edición coleccionista limitada de 5 estuvo disponible para pre-orden.
La fecha de lanzamiento original fue anunciado para el 1 de octubre de 2012, pero el 3 de septiembre Alizée y su equipo anunció un retraso de un par de semanas. El 14 de septiembre, Alizée anunció en Facebook que el álbum había sido retrasado hasta principios de 2013.
El 23 de octubre, un video teaser fue publicado en su canal oficial de YouTube donde se confirmó el lanzamiento del álbum durante el primer Trimestre de 2013. El 15 de enero, Alizée lanzó la portada del nuevo álbum, y mencionó un nuevo retraso del álbum. La fecha final de lanzamiento era el 25 de marzo de 2013.
El 5 de diciembre, el video oficial de "À cause de l'automne" se estrenó en el canal VEVO de Alizée. Después de dos días de la pre-liberación de 5, Alizée ya estaba en el Top 10 de iTunes en Francia y México.

## Lista de canciones[8]
| 5   |                          |          |  |
| N.º | Título                   | Duración |  |
| 1.  | «A cause de l'automne»   | 3:55     |  |
| 2.  | «10 ans»                 | 3:02     |  |
| 3.  | «Je veux bien»           | 3:36     |  |
| 4.  | «Mon chevalier»          | 3:04     |  |
| 5.  | «Le dernier souffle»     | 2:51     |  |
| 6.  | «Boxing club»            | 2:53     |  |
| 7.  | «Jeune fille»            | 2:34     |  |
| 8.  | «La guerre en dentelles» | 4:26     |  |
| 9.  | «Si tu es un homme»      | 4:34     |  |
| 10. | «Happy End»              | 3:36     |  |
| 11. | «Dans mon sac»           | 2:38     |  |

## Recepción de la crítica
5 recibió la aclamación de la crítica contemporánea. Los críticos se refieren a él como la emancipación total de Alizée, argumentando que ellos vieron la madurez de la cantante, siendo una artista llena de sonidos con clase, una voz fuerte, elegante imagen, coros y orquesta incluidas en sus producciones incluyendo la de ese álbum. Ellos formularon observaciones sobre la forma en que la "Lolita", que había comenzado su carrera en el nuevo siglo, se transformó en una mujer madura y maravillosa cantante a través de todos estos años y haciendo de este su álbum más personal hoy en día, la transformación de su trabajo en otra obra maestra de su repertorio.

## Sencillos
El primer sencillo del álbum fue "À cause de l'automne", lanzado el 28 de junio de 2012 en el sitio web oficial de Alizée a las 17:00 hora de Francia. El sencillo fue lanzado en iTunes francesa el 4 de julio de 2012, exactamente 12 años después del aniversario de "Moi ... Lolita".
El segundo sencillo del álbum fue "Je veux bien", que Alizée confirmó en Facebook el 8 de abril de 2013. El sencillo fue lanzado el 22 de abril de 2013.

### Promocionales
Dans mon sac, el segundo extracto del álbum, fue lanzado el 11 de febrero de 2013 como regalo final de una competición oficial en línea. Poco después, la canción apareció en la cuenta oficial de YouTube de Alizée.